# Ipoh
Ipoh é uma cidade da Malásia, capital do estado de Peraque e quinto maior centro urbano do país, com uma população de 974.151 habitantes (censo 2006) em sua área metropolitana, localizada cerca de 200 km ao norte da capital Kuala Lumpur.
Com seu nome originado em uma árvore local, pohon epu, Ipoh foi fundada em 1890 como uma pequena vila às margens do rio Kinta. Na virada do século XX, companhias britânicas de mineração de estanho se instalaram no lugar e a cidade sofreu um rápido crescimento e ganhou proeminência no país. Sua localização em meio ao vale rico em estanho do rio Kinta, fez dela  um centro natural de desenvolvimento da região como cidade mineradora, principalmente nas décadas de 1920 e 30.
Nos anos 50, a cidade era caracterizada por seu grande número de cinemas, estacionamentos, drive-ins, cabarés e uma vida noturna sem igual em toda a península malaia. Porém, com o colapso de preços e o fechamento de diversas minas de estanho na década de 70, ela entrou numa fase de estagnação que provocou a migração de milhares de pessoas, na maioria jovens talentosos à procura de oportunidades, em direção a outros centros metropolitanos do país, principalmente a capital Kuala Lumpur, e de Singapura.

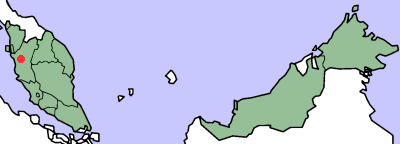
Localização de Ipoh no mapa da Malásia.

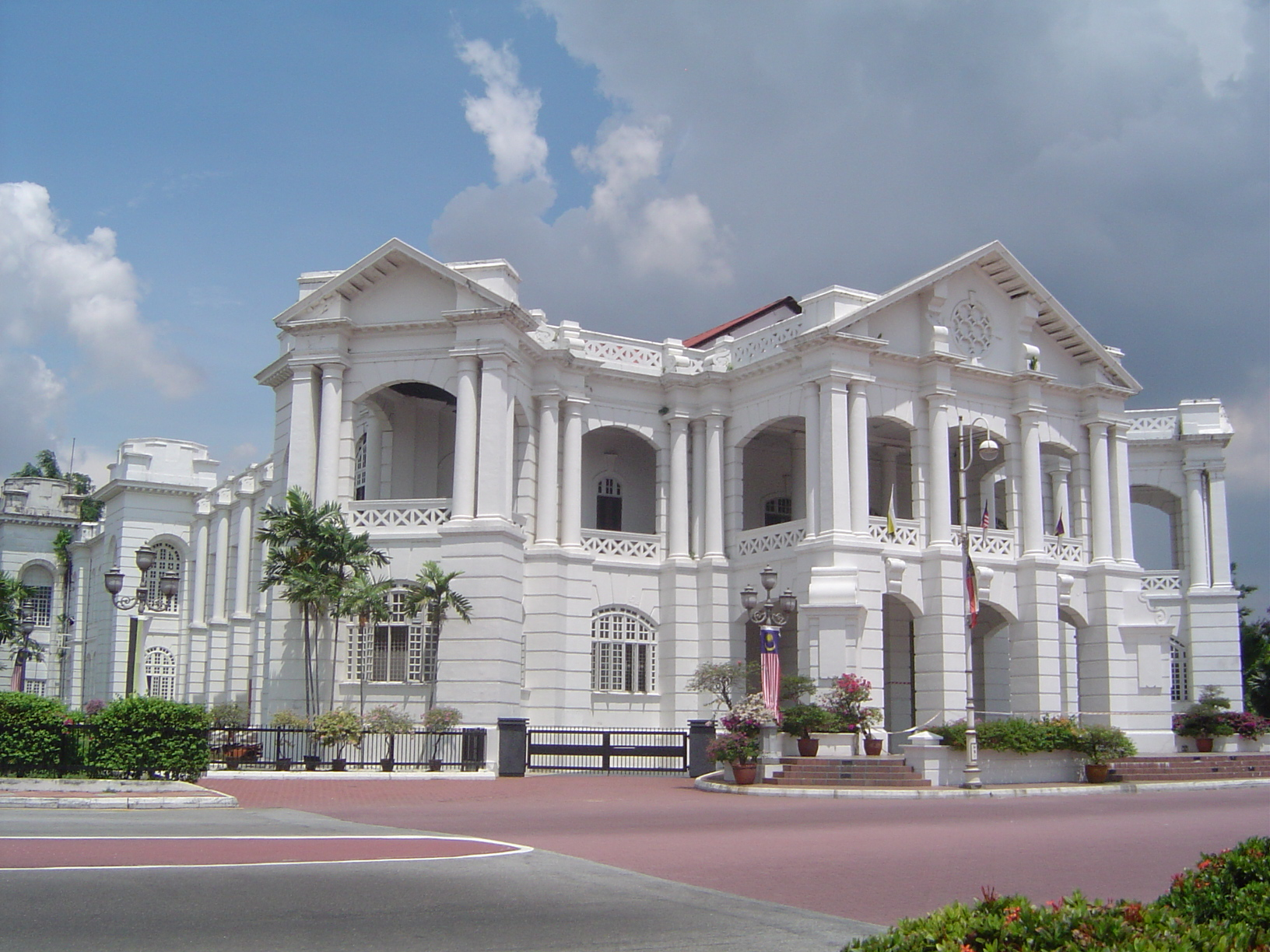
Prefeitura de Ipoh: obra-prima da arquitetura colonial malaia.

A partir daí, Ipoh passou a ser coloquialmente conhecida como uma cidade 'morta' e um local ideal na Malásia para a vida de aposentados.
Com uma população majoritária de etnia e descendência chinesa, a cidade é dividida em cidade velha e cidade nova, separadas pelo rio Kinta. Basicamente a parte velha é de construções anteriores à II Guerra Mundial - algumas delas obras-primas arquitetônicas - e à ocupação japonesa do país, onde se encontram a maioria dos prédios públicos e governamentais, enquanto a parte nova é recheada de lojas, shopping centers e estabelecimentos recreacionais.

## Clima
O clima presente em Ipoh é floresta tropical. As temperaturas tem uma pequena variação. A temperatura média da cidade é de 27°C. Ipoh tem uma alta precipitação durante todo o ano com mais de 200mm de chuva em cada mês e o cálculo média é de 2800 mm de chuva por ano. O mês mais chuvoso é Novembro, onde em média 360 mm de chuva é visto. O mês mais seco do Ipoh é junho, que cai 128 milímetros de chuva em média. 

## Culinária

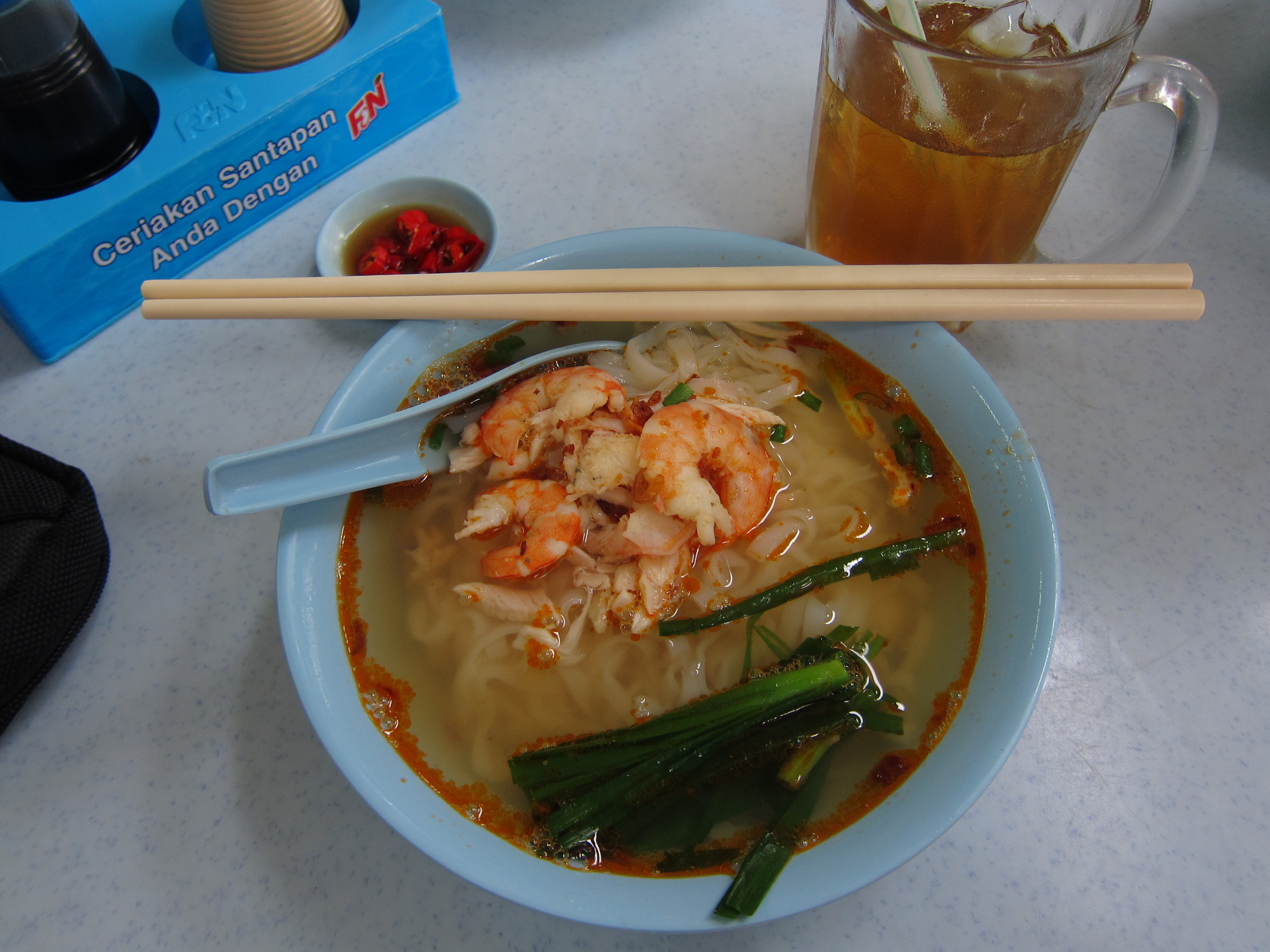
sar hor fun

Ipoh tem uma cena vibrante  de alimentos, com uma grande proliferação de centros do vendedores ambulantes e restaurantes. É bem conhecido por pratos como "Sar Hor Fun" (chinês: 沙河粉) uma refeição de macarrão completa, um prato de arroz com camarão, carne, peixe, legumes e um molho saboroso. Outros pratos de Ipoh incluem "Hor Hee", macarrão de arroz liso branco servido com peixes bolas bolos e/ou peixe,"Nga Choi Kai" (chinês: 芽菜鸡), frango com molho de soja e beansprouts coberto com pimenta, "Hakka me"(chinês: 客家麵), amarelo arroz macarrão servido com molho de carne (de porco) de carne moída e a pastelaria de Ipoh famosa "Heong Peng" (chinês: 香餅),literalmente traduzido para "biscoito perfumado". A cidade é bem conhecida na Malásia por seu "café de Ipoh branco" onde os grãos de café são torrados com margarina de óleo de palma e o café resultante é servido com leite condensado.      

## Principais pontos turísticos
- Lost World of Tambun
- Railway Station Ipoh
- Kellie's Castle
- Gua Tempurung
- Birch Memorial Clock Tower
- Muzium Darul Ridzuan
- Kek Look Tong